# Jon Gruden
Jon Gruden (Sandusky, 17 agosto 1963) è un allenatore di football americano statunitense che svolge il ruolo di capo-allenatore della National Football League (NFL). In precedenza è il capo-allenatore dei Tampa Bay Buccaneers con cui ha vinto il Super Bowl XXXVII e dal 2009 al 2017 ha lavorato come commentatore per ESPN. È il fratello dell'ex allenatore dei Washington Redskins Jay Gruden

## Carriera da allenatore

### Oakland Raiders
Sotto la direzione di Gruden, i Raiders terminarono due stagioni consecutive con un record di 8-8 nel 1998 e 1999, allontanandosi dall'ultimo posto della AFC West. Con l'arrivo del quarterback Rich Gannon, Gruden guidò i Raiders alla vittoria della AFC West e a raggiungere i playoff per tre stagioni consecutive (l'ultima con Bill Callahan come allenatore). Oakland terminò con un record di 12-4 nel 2000, la miglior stagione dell'ultimo decennio e il primo titolo di division da 1990, raggiungendo la finale della AFC dove furono sconfitti 16–3 dai Baltimore Ravens, futuri vincitori del Super Bowl.

### Tampa Bay Buccaneers
Poco dopo la fine della stagione 2000 i Raiders svincolarono Gruden, permettendogli di firmare coi Tampa Bay Buccaneers. In cambio, i Raiders ricevettero soldi e alcune scelte del draft dei Buccaneers. Tale mossa avvenne dopo mesi di speculazioni secondo cui il proprietario di Oakland Al Davis e Gruden si fossero trovati ai ferri corti sia personalmente che professionalmente.

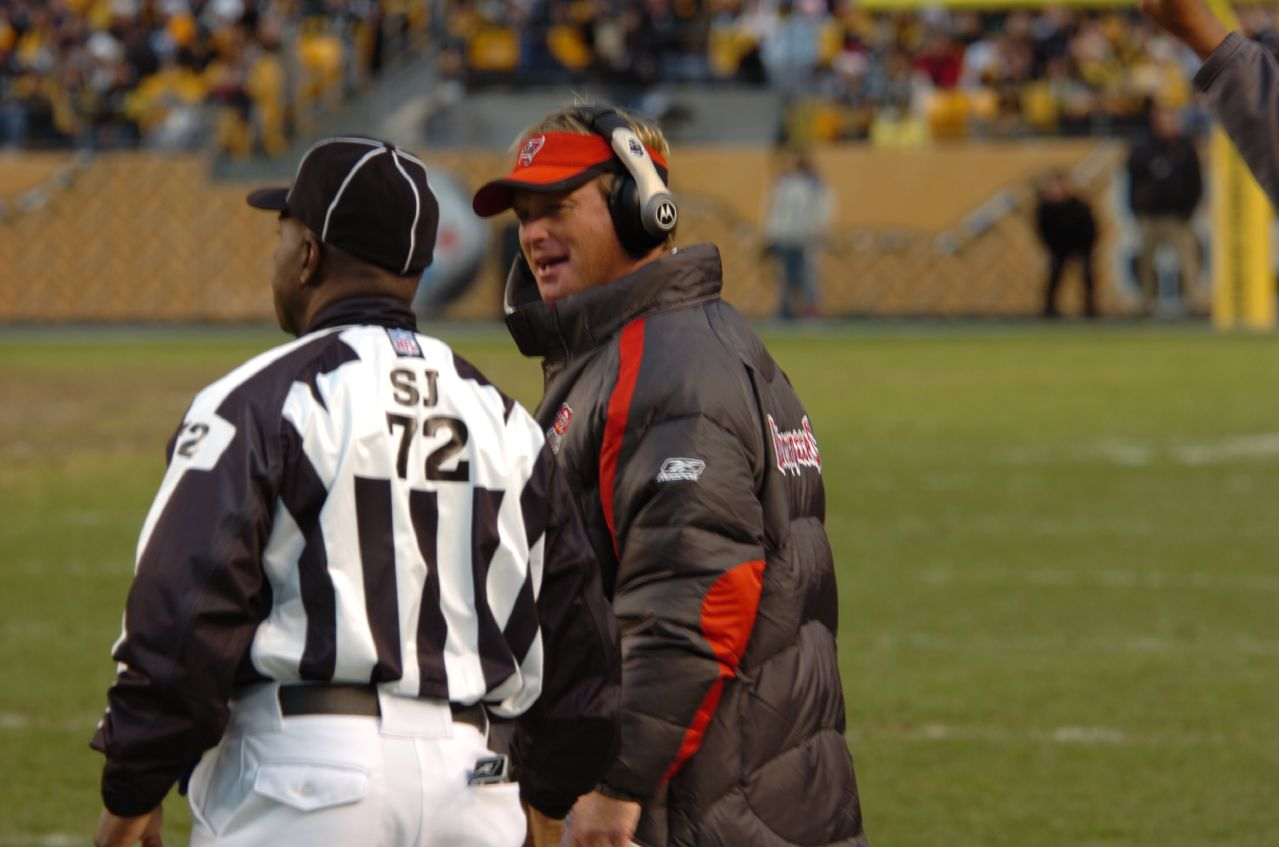
Gruden nel dicembre 2006.

Nella sua prima stagione coi Buccaneers, Gruden guidò la franchigia a un record di 12-4 vincendo la NFC South e qualificandosi per il Super Bowl XXXVII. I loro avversari furono proprio  gli Oakland Raiders, la ex squadra di Jon. I Raiders, che non avevano apportato grandi cambiamenti agli schemi offensivi di Gruden, furono intercettati ben cinque volte dai Buccaneers, che vinsero nettamente 48–21. Alcuni giocatori di Tampa Bay affermarono che Gruden aveva fornito loro talmente tante informazioni sull'attacco di Oakland che essi sapevano esattamente che giocate sarebbero state chiamate.
Nelle due stagioni successive, Gruden non ebbe altrettanto successo, a causa degli infortuni che avevano decimato la squadra e degli scontri tra l'allenatore e giocatori chiave come Warren Sapp, Keyshawn Johnson e Keenan McCardell. Nel 2005 la squadra tornò ai playoff con un record di 11-5, venendo però sconfitta nel turno delle wild card dai Washington Redskins. Nel 2006 i Bucs terminarono col peggior record della carriera di Gruden, 4-12, ma si rialzarono la stagione successiva, vincendo la division con un record di 9-7. Il 2008 fu la settima e ultima stagione di Gruden, che concluse con un record di 9-7, ma fu licenziato dopo aver perso le ultime quattro partite consecutive.

### Ritorno ai Raiders
Dopo nove anni come commentatore per ESPN, il 6 gennaio 2018 Gruden firmò per fare ritorno come capo-allenatore dei Raiders. L'11 ottobre 2021 rassegnò le sue dimissioni a seguito della pubblicazione di alcune sue email nelle quali si esprimeva in termini omofobi, misogini e razzisti e scritta prima di assumere l'incarico con i Raiders.

## Palmarès
- Super Bowl : 1

Tampa Bay Buccaneers: XXXVII
- National Football Conference Championship: 1

Tampa Bay Buccaneers: 2002

## Record come capo-allenatore
| Squadra       | Anno          | Stagione regolare | Stagione regolare | Stagione regolare | Stagione regolare | Stagione regolare     | Playoff | Playoff | Playoff | Playoff                                                        |
| Squadra       | Anno          | V                 | S                 | P                 | % V               | Pos.                  | V       | S       | % V     | Risultato                                                      |
| ------------- | ------------- | ----------------- | ----------------- | ----------------- | ----------------- | --------------------- | ------- | ------- | ------- | -------------------------------------------------------------- |
| OAK           | 1998          | 8                 | 8                 | 0                 | .500              | 3º nella AFC West     | -       | -       | -       | -                                                              |
| OAK           | 1999          | 8                 | 8                 | 0                 | .500              | 4º nella AFC West     | -       | -       | -       | -                                                              |
| OAK           | 2000          | 12                | 4                 | 0                 | .750              | 1º nella AFC West     | 1       | 1       | .500    | Sconfitta con i Baltimore Ravens nell' AFC Championship Game.  |
| OAK           | 2001          | 10                | 6                 | 0                 | .625              | 1º nella AFC West     | 1       | 1       | .500    | Sconfitta con i New England Patriots nel Divisional round.     |
| TB            | 2002          | 12                | 4                 | 0                 | .750              | 1º nella NFC South    | 3       | 0       | 1.000   | Vittoria del Super Bowl XXXVII                                 |
| TB            | 2003          | 7                 | 9                 | 0                 | .438              | 3º nella NFC South    | -       | -       | -       | -                                                              |
| TB            | 2004          | 5                 | 11                | 0                 | .312              | 4º nella NFC South    | -       | -       | -       | -                                                              |
| TB            | 2005          | 11                | 5                 | 0                 | .688              | 1º nella NFC South    | 0       | 1       | .000    | Sconfitta con i Washington Redskins nel turno delle wild card. |
| TB            | 2006          | 4                 | 12                | 0                 | .250              | 4º nella NFC South    | -       | -       | -       | -                                                              |
| TB            | 2007          | 9                 | 7                 | 0                 | .563              | 1º nella NFC South    | 0       | 1       | .000    | Sconfitta con i New York Giants nel turno delle wild card.     |
| TB            | 2008          | 9                 | 7                 | 0                 | .563              | 3º nella NFC South    | -       | -       | -       | -                                                              |
| OAK           | 2018          | 4                 | 12                | 0                 | .250              | 4º nella AFC West     | -       | -       | -       | -                                                              |
| OAK           | 2019          | 7                 | 9                 | 0                 | .438              | 3º nella AFC West     | -       | -       | -       | -                                                              |
| LV            | 2020          | 8                 | 8                 | 0                 | .500              | 2º nella AFC West     | -       | -       | -       | -                                                              |
| LV            | 2021          | 3                 | 2                 | 0                 | .600              | dimessosi dopo 5 gare | -       | -       | -       | -                                                              |
| Totale OAK/LV | Totale OAK/LV | 60                | 57                | 0                 | .513              |                       | 2       | 2       | .500    |                                                                |
| Totale TB     | Totale TB     | 57                | 55                | 0                 | .509              |                       | 3       | 2       | .600    |                                                                |
| Totale        | Totale        | 117               | 112               | 0                 | .511              |                       | 5       | 4       | .556    |                                                                |

Fonte: Pro Football Reference